# 데이비드 린
데이비드 린 경(Sir David Lean, CBE, 1908년 3월 25일 ~ 1991년 4월 16일)은 잉글랜드의 영화 감독, 영화 프로듀서, 영화 각본가, 영화 편집자이다.
영화 촬영 · 편집 · 감독 조수를 거쳐 뉴스영화 및 극영화의 편집자가 되고, 1945년 노엘 코워드의 《우리들이 봉사하는 것》에서 공동 감독으로 데뷔하였다. 단순하면서 중후한 화면 구성. 문학의 영화화에 탁월한 수완을 보여준다.
작품으로는 《행복한 종족》, 《밀회》, 《위대한 유산》, 《올리버 트위스트》, 《여정》, 《콰이강의 다리》, 《아라비아의 로렌스》, 《닥터 지바고》 등이 있다.

## 작품 목록
| 연도 | 제목               | 원제                         | 비고                    |
| ---- | ------------------ | ---------------------------- | ----------------------- |
| 1941 | 바버라 소령        | Major Barbara                | 언급되지 않음           |
| 1942 | 토린호의 운명      | In Which We Serve            |                         |
| 1944 | 깁슨 가족 연대기   | This Happy Breed             |                         |
| 1945 | 즐거운 영혼        | Blithe Spirit                |                         |
| 1945 | 밀회               | Brief Encounter              | 아카데미 감독상 후보    |
| 1946 | 위대한 유산        | Great Expectations           | 아카데미 감독상 후보    |
| 1948 | 올리버 트위스트    | Oliver Twist                 |                         |
| 1949 | 정열적인 친구들    | The Passionate Friends       |                         |
| 1950 | 매들린             | Madeleine                    |                         |
| 1952 | 소리의 장벽        | The Sound Barrier            |                         |
| 1954 | 홉슨의 사위 고르기 | Hobson's Choice              |                         |
| 1955 | 여정               | Summertime                   | 아카데미 감독상 후보    |
| 1957 | 콰이 강의 다리     | The Bridge on the River Kwai | 아카데미 감독상 수상    |
| 1962 | 아라비아의 로렌스  | Lawrence of Arabia           | 아카데미 감독상 수상    |
| 1965 | 위대한 생애        | The Greatest Story Ever Told | 공동 참여 언급되지 않음 |
| 1965 | 닥터 지바고        | Doctor Zhivago               | 아카데미 감독상 후보    |
| 1970 | 라이언의 딸        | Ryan's Daughter              |                         |
| 1984 | 인도로 가는 길     | A Passage to India           | 아카데미 감독상 후보    |

## 수상
- 1973년 제25회 미국 감독 조합상 공로상
- 1973년 제25회 미국 감독 조합상 명예상
- 1984년 제49회 뉴욕 영화 비평가 협회상 감독상
- 1985년 제42회 골든 글로브 시상식 외국어 영화상

## 서훈
- 1953년 대영 제국 훈장 3등급(CBE) 수훈[3]
- 1984년 기사작위(Knight Bachelor) 서임[4]